# P-61 Black Widow
P-61 Black Widow er et amerikansk jagerfly, bygget af Northrop.
P-61 Black Widow blev bygget under 2. verdenskrig, hvor det blev anvendt af US Army Air Forces som natjager. Maskingeværkuplen øverst kunne fjernstyres fra både den forreste og agterste skytteposition.
Flyet er især kendt for sin lidt særprægede form og ikke mindst dets størrelse, der er temmelig atypisk for et jagerfly fra den periode.

| Luftfart | Spire Denne artikel om flyvning er en spire som bør udbygges. Du er velkommen til at hjælpe Wikipedia ved at udvide den. |